# Niedźwiedź (województwo dolnośląskie)
Niedźwiedź – wieś w Polsce położona w województwie dolnośląskim, w powiecie ząbkowickim, w gminie Ziębice. 
Wieś o charakterze rolniczym. Większość zabudowań stanowią gospodarstwa poniemieckie sprzed pierwszej wojny światowej. 
W latach 1954–1959 wieś należała i była siedzibą władz gromady Niedźwiedź, po jej zniesieniu w gromadzie Chałupki. W latach 1975–1998 miejscowość położona była w województwie wałbrzyskim.
Według Narodowego Spisu Powszechnego (III 2011 r.) liczył 637 mieszkańców. Jest drugą co do wielkości miejscowością gminy Ziębice.

## Zabytki
Do wojewódzkiego rejestru zabytków wpisany jest:
- kościół parafialny pw. śś. Szymona i Tadeusza, z XIX w.